# Konecranes
Konecranes Oyj er en finsk producent af kraner og løfteudstyr. De har hovedkvarter i Hyvinkää. Konecranes produkter er beregnet for brancher med meget krævende løfteopgaver. Det gælder havne, fragtterminaler, værfter og bulkterminaler.
Oprindeligt var virksomheden en del af KONE, som begyndte at producere kraner i 1930'erne. Efter et virksomheds-spin-off i 1994 blev Konecranes en selvstændig virksomhed.